# Senik, Brda
Senik je zaselek v Občini Brda.